# 경주 남산 미륵곡 마애여래좌상
경주 남산 미륵곡 마애여래좌상(慶州 南山 彌勒谷 磨崖如來坐像)은 대한민국 경상북도 경주시 남산 미륵곡에 있는, 남북국 시대 신라 후기에 만들어진 마애 여래 좌상이다. 1985년 10월 15일에 경상북도의 유형문화재 제193호로 지정되었으며, 지정 명칭은 ‘보리사마애석불’이다. 경주시 배반동 보리사 다 가서 남산의 비탈길을 좀 오르면 나오는, 동쪽을 향한 높이 2m의 화강암 바위벽에 새긴 마애불이다.

## 사진

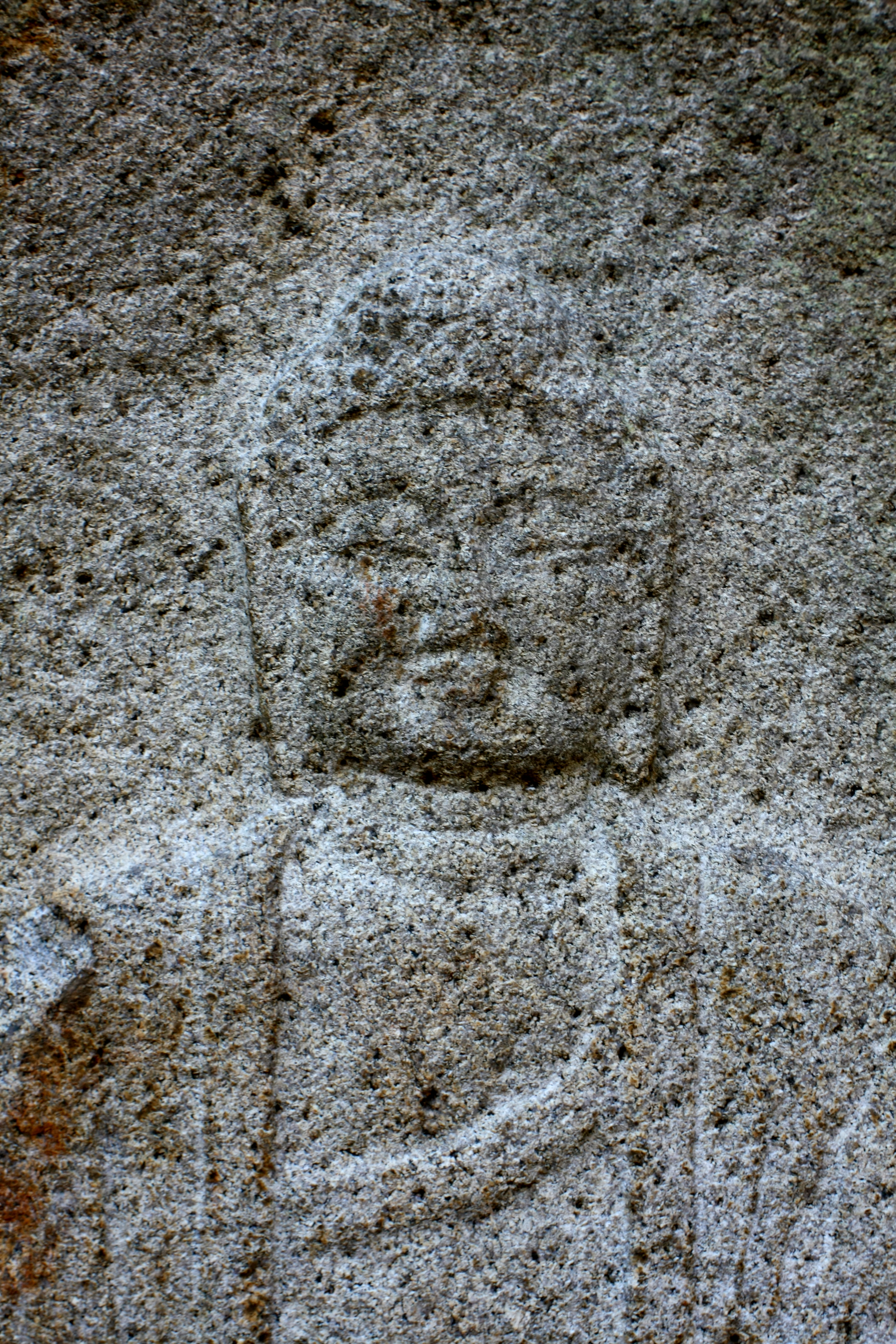
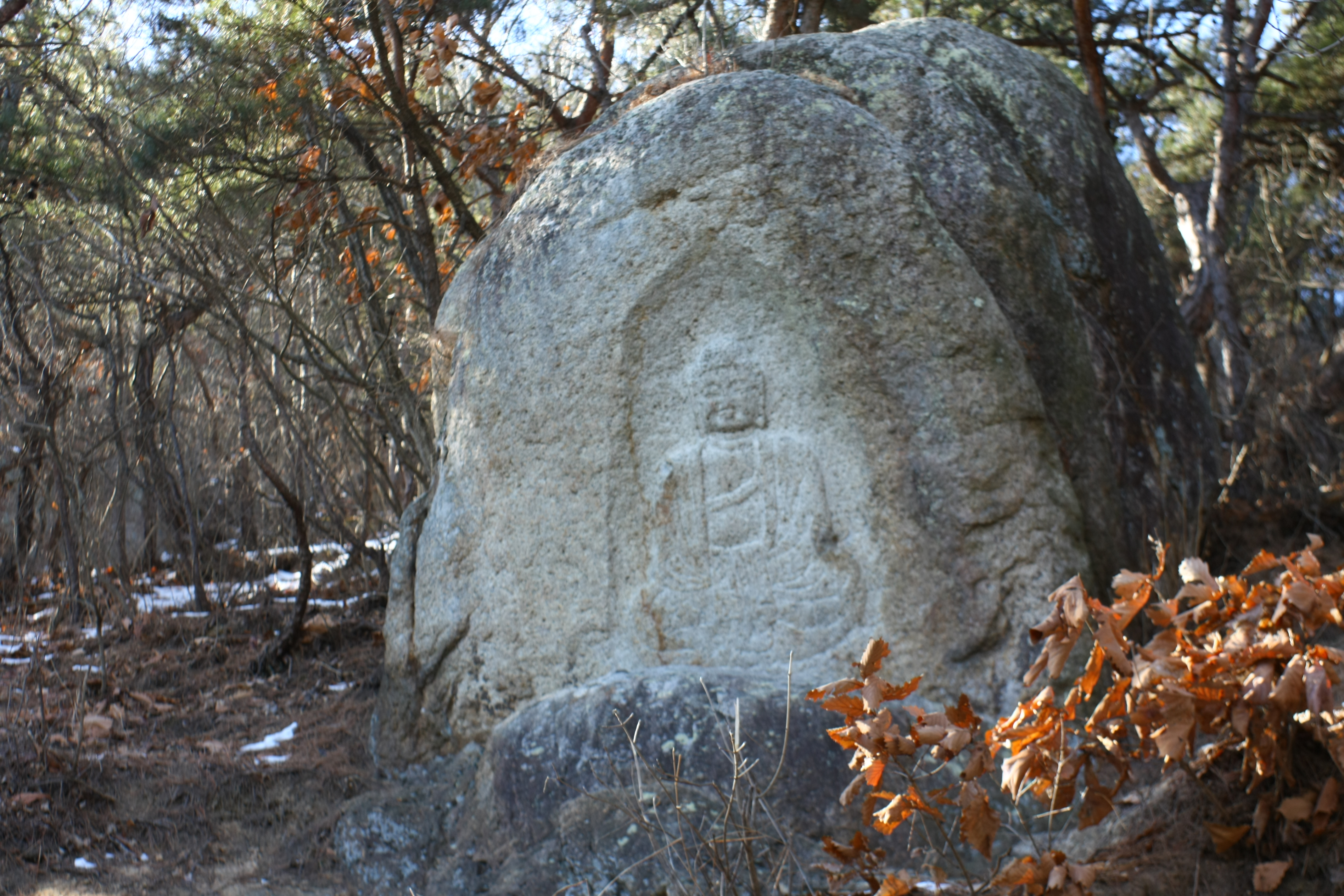

## 같이 보기
- 경주 남산 미륵곡 석조여래좌상 : 보물 제136호이며, 보리사 안에 있다.
- 경주시의 지질
- 한국의 화강암